# Gravir
Gravir, schottisch-gälisch: Grabhar, ist ein Weiler auf der schottischen Hebrideninsel Lewis and Harris.

## Geschichte
Historisch lag Gravir in der traditionellen Grafschaft Ross-shire beziehungsweise der Verwaltungsgrafschaft Ross and Cromarty. Gravir entwickelte sich als Crofter-Siedlung. Auf der Landkarte der Ordnance Survey der Region aus dem Jahre 1854 sind in Gravir 28 bedachte, ein teilweise bedachtes und sechs unbedachte Gebäude verzeichnet, die sich in zwei Siedlungsbereiche gliedern. 1974 sind in Gravir 41 bedachte, zwei teilweise bedachtes und 36 unbedachte Gebäude verzeichnet.
Zwischen 1861 und 1881 stieg die Einwohnerzahl von Gravir von 326 auf 368. Zwischen 1961 und 1971 sank sie von 155 auf 112.
Spätestens seit dem 19. Jahrhundert befindet sich in Gravir eine Schule. Die Gravir School wurde um 1880 eröffnet und das Gebäude nach Einstellung des Schulbetriebs ab 2000 als Gravir Museum betrieben. Die heutige Pairc School in Gravir wurde 1973 eröffnet. Im späten 19. Jahrhundert wurde in Gravir die Pairc Free Church eröffnet.

## Geografie
Gravir liegt in einer dünn besiedelten Region von Süd-Lewis nahe dem Kopf des Meeresarmes Loch Odhairn (Loch Ouirn) am linken Ufer des Kinloch Ouirn River, der in den Loch mündet. Der Weiler Marvig befindet sich rund fünf Kilometer nordöstlich, Stornoway, der Hauptort von Lewis, zwölf Kilometer nördlich. Die Ortschaft ist über eine Stichstraße, die bei Balallan von der A859 abzweigt, entlang der Südküste von Loch Erisort verläuft und im benachbarten Limervoy endet.